# Jerusalem Lions 2017-2018
Questa voce raccoglie le informazioni riguardanti i Jerusalem Lions nelle competizioni ufficiali della stagione 2017-2018.

## Israel Football League 2017-2018

### Preseason
| Gerusalemme 2 novembre 2017, ore 20:00 Week 1 | Jerusalem Lions | 26 – 26 (6-6 6-12 6-8 8-0) referto | Judean Rebels | Kraft Sports Campus (39 spett.)\| Arbitro: \| Omer Sela \| |
| Arbitro:                                      | Omer Sela       |                                    |               |                                                            |

### Stagione regolare
| Gerusalemme 16 novembre 2017, ore 20:00 1ª giornata | Jerusalem Lions | 34 – 20 (8-0 14-6 6-14 6-0) referto | Petah Tikva Troopers | Kraft Sports Campus (71 spett.)\| Arbitro: \| Luz \| |
| Arbitro:                                            | Luz             |                                     |                      |                                                      |

| Petah Tiqwa 23 novembre 2017, ore 20:30 2ª giornata | Petah Tikva Troopers | 12 – 9 (0-2 6-0 0-7 6-0) referto | Haifa Underdogs | HaMoshava Practice Field (42 spett.)\| Arbitro: \| Sela \| |
| Arbitro:                                            | Sela                 |                                  |                 |                                                            |

| Gerusalemme 7 dicembre 2017, ore 20:04 4ª giornata | Jerusalem Lions | 37 – 0 (12-0 5-0 20-0 0-0) referto | Haifa Underdogs | Kraft Sports Campus (41 spett.)\| Arbitro: \| Luz \| |
| Arbitro:                                           | Luz             |                                    |                 |                                                      |

| Gerusalemme 14 dicembre 2017, ore 20:00 5ª giornata | Judean Rebels | 32 – 44 (6-6 6-8 6-0 14-30) referto | Jerusalem Lions | Kraft Sports Campus (109 spett.)\| Arbitro: \| Luz \| |
| Arbitro:                                            | Luz           |                                     |                 |                                                       |

| Gerusalemme 23 dicembre 2017, ore 20:00 6ª giornata | Jerusalem Lions | 45 – 0 (8-0 14-0 16-0 7-0) referto | Beersheva Black Swarm | Kraft Sports Campus (78 spett.)\| Arbitro: \| Koussevitsky \| |
| Arbitro:                                            | Koussevitsky    |                                    |                       |                                                               |

| 6 gennaio 2018, ore 20:00 8ª giornata | Jerusalem Lions | 45 – 0 | Beersheva Black Swarm |  |

| 11 gennaio 2018, ore 20:30 9ª giornata | Petah Tikva Troopers | 0 – 46 | Jerusalem Lions |  |

| 18 gennaio 2018, ore 20:00 10ª giornata | Jerusalem Lions | 20 – 16 | Judean Rebels |  |

| 3 febbraio 2018, ore 20:15 12ª giornata | Tel Aviv Pioneers | 34 – 52 | Jerusalem Lions |  |

| 9 febbraio 2018, ore 10:00 13ª giornata | Mazkeret Batya Silverbacks | 21 – 36 | Jerusalem Lions |  |

| 22 febbraio 2018, ore 20:00 14ª giornata | Jerusalem Lions | 40 – 36 | Tel Aviv Pioneers |  |

### Playoff
| Gerusalemme 15 marzo 2018, ore 20:00 Semifinale | Jerusalem Lions | 54 – 12 | Tel Aviv Pioneers | Kraft Family Sports Campus |

| 22 marzo 2018 Israel Bowl | Jerusalem Lions | 28 – 20 | Petah Tikva Troopers |  |

## Statistiche di squadra
| Competizione | %Vittorie | In casa | In casa | In casa | In casa | In casa | In casa | In trasferta | In trasferta | In trasferta | In trasferta | In trasferta | In trasferta | Totale | Totale | Totale | Totale | Totale | Totale |
| Competizione | %Vittorie | G       | V       | N       | P       | Pf      | Ps      | G            | V            | N            | P            | Pf           | Ps           | G      | V      | N      | P      | Pf     | Ps     |
| ------------ | --------- | ------- | ------- | ------- | ------- | ------- | ------- | ------------ | ------------ | ------------ | ------------ | ------------ | ------------ | ------ | ------ | ------ | ------ | ------ | ------ |
| Preseason    | .500      | 1       | 0       | 1       | 0       | 26      | 26      | 0            | 0            | 0            | 0            | 0            | 0            | 1      | 0      | 1      | 0      | 26     | 26     |
| Campionato   | 1.000     | 6       | 6       | 0       | 0       | 221     | 72      | 4            | 4            | 0            | 0            | 178          | 87           | 10     | 10     | 0      | 0      | 399    | 159    |
| Playoff      | 1.000     | 2       | 2       | 0       | 0       | 82      | 32      | 0            | 0            | 0            | 0            | 0            | 0            | 2      | 2      | 0      | 0      | 82     | 32     |
| Totale       | .962      | 9       | 8       | 1       | 0       | 329     | 130     | 4            | 4            | 0            | 0            | 178          | 87           | 13     | 12     | 1      | 0      | 507    | 217    |